# Santo & Johnny
Cet article concerne le duo de guitaristes Santo & Johnny. Pour le premier album du duo de guitaristes Santo & Johnny, voir Santo & Johnny (album). Pour les autres significations, voir Farina.
Santo & Johnny était un duo de guitaristes, formé par les frères Italo-Américains Santo et Johnny Farina (nés respectivement le 24 octobre 1937 et le 30 avril 1941). Leur son distinctif était dû à l'utilisation de la steel guitar, utilisée par Santo.

## Historique
Leur premier single, Sleep Walk (dont le titre est joué sur la table steel guitar, avec une steel bar (it), qui lui confère un style hawaïen), sorti en 1959, était une pièce instrumentale composée par eux-mêmes avec l'aide de leur mère Ann Farina, qui a remporté un énorme succès en se hissant au sommet des charts américains Billboard Hot 100 pendant deux semaines. Il a été suivi par d'autres singles et de nombreux albums, principalement des pièces easy listening et des bande-sons.
Après les tournées en Europe, Mexique et Australie, ils ont signé avec un label italien. Ils ont eu plusieurs hits en Europe, dont Theme from "Love Story", María Elena (en), Ebb Tide (en), L'amour est bleu, The Enchanted Sea, et autres.
En 1964, ils sortent la reprise de la chanson des Beatles And I Love Her, qui se classe première au Mexique et la jouent pendant vingt-et-une semaines. En 1972, ils ont enregistré le thème du film Le Parrain, qui s'est classé premier en Italie et y est resté, aussi, vingt-et-une semaines. Ils ont reçu un disque d'or en Italie et ont été intronisés au Music Hall of Fame italien.
Le duo s'est séparé en 1976, l'une des dernières chansons était Flamingo (en) dans la même année. Santo a joué la steel guitar et Johnny la guitare rythmique.

## Discographie

### Albums
Canadian-American Records, Ltd.
- Santo & Johnny (1959)
- Encore (1960)
- Hawaii (1961)
- Come On In (1962)
- Around the World... with Santo & Johnny (1962)
- Offshore (1963)
- In the Still of the Night (1964)
- Santo & Johnny Wish You Love (1964)
- The Beatles Greatest Hits Played by Santo & Johnny (1964)
- Mucho (1965)
- Santo y Johnny en México (1965)

Imperial
- The Brillant Guitar Sounds of Santo & Johnny (1967)
- Golden Guitars (1968)
- On the Road Again (1968)
- The Best That Could Happen (1969)

Black Tulip
- The Original Recordings

 Aniraf Record Co.
- Pure Steel (2007)
- Christmas Mine (2008)
- Italian Beining Served (2009)
- Christmas Mine - Johnny Farina (réédité 2012)

### Singles
| Année | Face A         | Face B                | US Pop | US R&B | US Easy listening | Label                 |
| ----- | -------------- | --------------------- | ------ | ------ | ----------------- | --------------------- |
| 1959  | Sleep Walk     | All Night Diner       | 1      |        |                   | Canadian-American 103 |
| 1960  | Teardrop       | Long Walk Home        | 23     |        |                   | Canadian-American 107 |
| 1960  | Twistin' Bells | Bullseye              | 49     |        |                   | Canadian-American 120 |
| 1961  | Birmingham     | The Mouse             |        |        |                   | Canadian-American 131 |
| 1963  | On Your Mark   | Manhattan             |        |        |                   | Canadian-American 151 |
| 1965  | Offshore       | Stranger on the Shore |        |        |                   | Canadian-American 190 |

## Crédit d'auteurs
- (it) Cet article est partiellement ou en totalité issu de l’article de Wikipédia en italien intitulé « Santo & Johnny » (voir la liste des auteurs).